# George Estman
George Anders Estman (8 de setembre de 1922, Alberton, 16 de setembre de 2009) va ser un ciclista sud-africà que va córrer durant els anys 40 i 50 del segle xx.
Durant la seva carrera esportiva va prendre part en dos Jocs Olímpics.
El 1952 a Hèlsinki va guanyar una medalla de plata en la prova de persecució per equips, fent equip amb Thomas Shardelow, Alfred Swift i Robert Fowler. En aquests mateixos Jocs va prendre part en dues proves més, la prova en ruta i la ruta per equips, sense poder acabar la cursa.
Anteriorment, el 1948, a Londres, també havia participat en les proves en ruta, sense poder finalitzar la cursa.